# Grand Prix der Volksmusik 1987
Der zweite Grand Prix der Volksmusik fand am 27. Juni 1987 in Dortmund (Deutschland) statt. Teilnehmerländer waren wie im Vorjahr Deutschland, Österreich und die Schweiz. In jedem Land wurde zuvor bei verschiedenen Rundfunkstationen eine Vorentscheidung durchgeführt. Dabei wurden jeweils 5 Titel für das Finale ermittelt. Die 15 Titel der deutschen Vorentscheidung erschienen auch auf einer Langspielplatte.
Das Finale wurde vom ZDF im Rahmen einer Eurovisionssendung aus Dortmund übertragen und vom ORF und der SRG übernommen. Moderatoren waren Carolin Reiber (Deutschland), Karl Moik (Österreich) und Sepp Trütsch (Schweiz). Die Startfolge der Titel und Länder war zuvor ausgelost worden. Nach Vorstellung der Titel ermittelten mehrere Jurys aus den Teilnehmerländern ihren Favorit, wobei die Titel des eigenen Landes nicht bewertet werden durften.
Am Ende der Wertung stand Maja Brunner als Siegerin des Grand Prix der Volksmusik 1987 fest. Ihr Lied Das chunnt eus spanisch vor (hochdeutsch: „Das kommt uns spanisch vor“) hatte E. Ties (Pseudonym für Carlo Brunner, Bruder von Maja) komponiert und getextet.
Als Austragungsort des nächsten Grand Prix der Volksmusik 1988 wurde unabhängig vom Land des Siegers Zürich festgelegt.

## Die Platzierung des Grand Prix der Volksmusik 1987
| Startnr.          | Land              | Interpret                                           | Titel                                     | Platz                                | %                                    |
| ----------------- | ----------------- | --------------------------------------------------- | ----------------------------------------- | ------------------------------------ | ------------------------------------ |
| 08                | CH                | Maja Brunner und Carlo Brunners Superländlerkapelle | Das chunnt eus spanisch vor               | 01.                                  | 13,3                                 |
| 01                | A                 | Bachler Buam                                        | Veronika                                  | 02.                                  | 11,7                                 |
| 12                | D                 | Uschi Bauer                                         | Hand aufs Herz                            | 03.                                  | 09,9                                 |
| 15                | D                 | Patrizius                                           | Der Schotte auf dem Wendelstein           | 04.                                  | 08,8                                 |
| 09                | D                 | Lolita                                              | Der Abend ist schön, wenn die Heide blüht | 05.                                  | 08,4                                 |
| 10                | A                 | Anni Jäger und Gerhard Schreier                     | I möcht mit dir a Nesterl bau’n           | 06.                                  | 07,9                                 |
| 13                | A                 | Wachauer Madl'n                                     | Stimmung und Musik                        | 07.                                  | 07,1                                 |
| 05                | CH                | Monika Kaelin                                       | Urlaub im Schweizerland                   | 08.                                  | 05,7                                 |
| 11                | CH                | Dorfspatzen Oberägeri                               | Frieden auf der Welt                      | 09.                                  | 05,5                                 |
| 06                | D                 | Winfried Stark und die Original Steigerwälder       | Polka, Polka, hoppsassa                   | 10.                                  | 05,2                                 |
| 03                | D                 | Walter-Scholz-Orchester                             | Musikantenmarsch                          | 11.                                  | 05,0                                 |
| 14                | CH                | Rosi & Peter                                        | Nei, ich bruuch kei roti Rose             | 12.                                  | 03,9                                 |
| 02                | CH                | Carlo Brunner mit seiner Superländlerkapelle        | Schlittenplausch                          | 13.                                  | 03,2                                 |
| 07                | A                 | Herlinde                                            | Musik im Walzertakt                       | 14.                                  | 03,0                                 |
| 04                | A                 | Kitzbüheler Dirndl und das Hahnenkamm-Trio          | Geh bleibt’s doch no a bisserl do         | 15.                                  | 01,4                                 |
| Veranstaltungsort | Veranstaltungsort | Westfalenhalle Dortmund, Deutschland                | Westfalenhalle Dortmund, Deutschland      | Westfalenhalle Dortmund, Deutschland | Westfalenhalle Dortmund, Deutschland |

Die Titel erschienen auch auf einer CD.
Die zehn Titel aus Deutschland, die nicht das Finale erreichten, waren:
- Die allerschönste Mundart, Lydia Huber und Hansl Krönauer
- Die Bodenseemelodie, Edelweiß-Trio
- Die Herren vom Gesangverein, Die 3 Z’widern
- Die kleinen Dinge des Lebens, Charlotte Santi und die Fischer-Chöre (Musik: Ralph Siegel, Text: Bernd Meinunger)
- Eine kleine Stadt in Bayern, Larifari (Musik: Ralph Siegel, Text: Bernd Meinunger)
- Es lebe das Leben, Moldau-Mädel
- Ganz was B'sonders, Reichel-Duo
- Marie-Kathrein, Speelwark (Musik + Text Sabine Carstens)
- Schelmische Klarinetten, Alpenoberkrainer
- Uns ham's den Maibaum klaut, Max Grießer und die Schellenberger Musikanten